# Stenorrhina
Stenorrhina este un gen de șerpi din familia Colubridae.

Cladograma conform Catalogue of Life:
| Stenorrhina | \| \| Stenorrhina degenhardtii \| \| \| \| \| \| Stenorrhina freminvillei \| \| \| \| |
|             | \| \| Stenorrhina degenhardtii \| \| \| \| \| \| Stenorrhina freminvillei \| \| \| \| |
|             | Stenorrhina degenhardtii                                                              |
|             |                                                                                       |
|             | Stenorrhina freminvillei                                                              |
|             |                                                                                       |